# Edgar G. Ulmer
Edgar Georg Ulmer (Olomouc, 17 september 1904 – Woodland Hills, 30 september 1972) was een Amerikaans decorontwerper, filmregisseur en scenarioschrijver van Oostenrijkse komaf.

## Loopbaan
Ulmer werd geboren in Olomouc in Moravië. Zijn jonge jaren bracht hij door in Wenen, waar hij werkte als acteur en decorontwerper. Hij studeerde er intussen architectuur en wijsbegeerte. Hij werkte in de schouwburg van Max Reinhardt, waar hij stage liep bij regisseur F.W. Murnau. Hij werkte ook samen met mensen als Robert Siodmak, Billy Wilder en Fred Zinnemann. Ulmer kwam in 1926 met Murnau naar de VS. Hij verzorgde er het decorontwerp in diens film Sunrise (1927).
In 1933 draaide hij met Damaged Lives zijn eerste Hollywoodproductie. Zijn doorbraak kwam er in 1934 met de horrorfilm The Black Cat. Die film was dat jaar het grootste kassucces van de filmstudio Universal. Ulmer had intussen een affaire met de vrouw van Max Alexander, de neef van de directeur van Universal. Shirley Alexander scheidde van haar man en huwde Ulmer. Door dat schandaal was Ulmer niet meer welkom in de belangrijkste filmstudio's van Hollywood.
Hij specialiseerde zich daarom noodgedwongen in nichefilms. Eerst draaide hij vooral etnische films en daarna melodrama's. Zijn zeer goedkoop geproduceerde misdaadfilm Detour (1945) geldt als schoolvoorbeeld van de film noir. Vlak na de oorlog regisseerde hij The Strange Woman (1946) en Ruthless (1948), twee dramafilms waarvoor hij weer een aanzienlijk budget ter beschikking had. In 1964 draaide hij zijn laatste film.
Ulmer stierf in 1972 aan de gevolgen van een beroerte. Hij is begraven aan de Hollywood Forever Cemetery.

## Filmografie
- 1930: Menschen am Sonntag
- 1933: Damaged Lives
- 1934: The Black Cat
- 1934: Thunder Over Texas
- 1934: From Nine to Nine
- 1937: Green Fields
- 1939: The Light Ahead
- 1939: Moon Over Harlem
- 1942: Tomorrow We Live
- 1943: My Son, the Hero
- 1943: Girls in Chains
- 1943: Isle of Forgotten Sins
- 1943: Jive Junction
- 1944: Bluebeard
- 1945: Strange Illusion
- 1945: Detour
- 1945: Club Havana
- 1946: The Wife of Monte Cristo
- 1946: Her Sister's Secret
- 1946: The Strange Woman
- 1947: Carnegie Hall
- 1948: Ruthless
- 1949: I pirati di Capri
- 1951: The Man from Planet X
- 1951: St. Benny the Dip
- 1952: Babes in Bagdad
- 1955: Murder Is My Beat
- 1955: The Naked Dawn
- 1957: Daughter of Dr. Jekyll
- 1958: The Naked Venus
- 1959: Annibale
- 1960: The Amazing Transparent Man
- 1960: Beyond the Time Barrier
- 1961: Antinea, l'amante della città sepolta
- 1964: Sette contro la morte

- Biblioteca Nacional de España: XX1251131
- Bibliothèque nationale de France: cb140256391 (data)
- CiNii: DA12744741
- Gemeinsame Normdatei: 124471196
- International Standard Name Identifier: 0000 0001 2140 3907
- Library of Congress Control Number: no92017721
- National Archives and Records Administration: 10575168
- Nationale Bibliotheek van Tsjechië: xx0191686
- Nationale Bibliotheek van Israël: 987007303151505171
- Nederlandse Thesaurus van Auteursnamen: 117131091
- LIBRIS: 334641
- SNAC: w69q70xm
- Système universitaire de documentation: 07877697X
- Virtual International Authority File: 76514013
- WorldCat: E39PBJbM74tR3mbbw8QTPWfDv3

Menschen am Sonntag (1930) · Damaged Lives (1933) · The Black Cat (1934) · Thunder Over Texas (1934) · From Nine to Nine (1934) · Green Fields (1937) · The Light Ahead (1939) · Moon Over Harlem (1939) · Tomorrow We Live (1942) · My Son, the Hero (1943) · Girls in Chains (1943) · Isle of Forgotten Sins (1943) · Jive Junction (1943) · Bluebeard (1944) · Strange Illusion (1945) · Detour (1945) · Club Havana (1945) · The Wife of Monte Cristo (1946) · Her Sister's Secret (1946) · The Strange Woman (1946) · Carnegie Hall (1947) · Ruthless (1948) · I pirati di Capri (1949) · The Man from Planet X (1951) · St. Benny the Dip (1951) · Babes in Bagdad (1952) · Murder Is My Beat (1955) · The Naked Dawn (1955) · Daughter of Dr. Jekyll (1957) · The Naked Venus (1958) · Annibale (1959) · The Amazing Transparent Man (1960) · Beyond the Time Barrier (1960) · Antinea, l'amante della città sepolta (1961) · Sette contro la morte (1964)